# Шейх-Максуд
Шейх-Максуд (араб. الشيخ مقصود‎) — район на севере Алеппо, населённый в основном курдами. Население района составляет 30 тыс. человек. Площадь — 2,62 км² .
Во время боев за Алеппо в годы гражданской войны в Сирии неоднократно становился ареной противостояния местного курдского ополчения YPG (союзники президента Башара Асада) и отрядов сирийской оппозиции. В частности 12 мая и 4 июня 2016 года район подвергался обстрелу из РСЗО со стороны группировки Фронт ан-Нусра. Во время последней атаки погибло около 40 мирных жителей и более 100 получили ранения. Amnesty International признало эти обстрелы военными преступлениями. 26 июня 2016 года в район прибыл гуманитарный конвой от ООН и ЕС из 13 грузовиков. 21 декабря 2017 года Демократические силы Сирии (SDF/YPG), ранее контролировавшие район, передали его под контроль правительству Башара Асада. При наступлении сирийской оппозиции в 2024 году, район вновь заняли курды при попытке объединить полуанклав Талль-Рифаат с основной частью сил СДС, но СНА перерезала маршрут и в итоге захватила весь полуанклав, кроме района Шейх-Максуд, который до сих пор контролируют курдские силы.